# Heart Lake (Wyoming)
Der Heart Lake ist ein See am östlichen Fuße des Mount Sheridan im Yellowstone-Nationalpark, im US-Bundesstaat Wyoming. Er liegt auf einer Höhe von 2274 m im Heart Lake Geyser Basin im südlichen Teil des Parkes. Nahe dem See befinden sich einige Geysire wie der Rustic Geyser und heiße Quellen wie der Columbia Pool. Der Abfluss erfolgt über den Heart River an der südöstlichen Seeseite.

## Geschichte
Der See erhielt seinen Namen um das Jahr 1871 nach dem lokalen Jäger Hart Hunney. Dieser Namensursprung wurde später von Hiram Martin Chittenden, einem Ingenieur des United States Army Corps of Engineers bestätigt. Den offiziellen Namen erhielt der See allerdings später von John W. Barlow, einem Offizier der United States Army, der dachte, der Ursprung des Namens liege in der Herzform des Sees. Der Versuch von H. M. Chittenden den Namen später wieder in Hart Lake nach dem ursprünglichen Namensgeber zu ändern, scheiterte.

## Fauna
Der See beherbergt unter anderem Amerikanische Seesaiblinge, Yellowstone-Cutthroat-Forellen und Gebirgsmaränen. 

## Erreichbarkeit
Der See ist nur über Wanderwege zugänglich. Über den etwa 12,1 km langen Heart Lake Trail kann er erreicht werden. Dieser Trail beginnt an der Grand Loop Road zwischen dem südlichen Parkeingang und dem Ort Grant Village und führt auf der östlichen Seite halb um den See herum. Weiterhin kann er über den längeren Trail Creek Trail erreicht werden. Zwischen dem 1. April und dem 1. Juni ist das Gebiet um den See, wegen der dort lebenden Bären gesperrt.

## Galerie

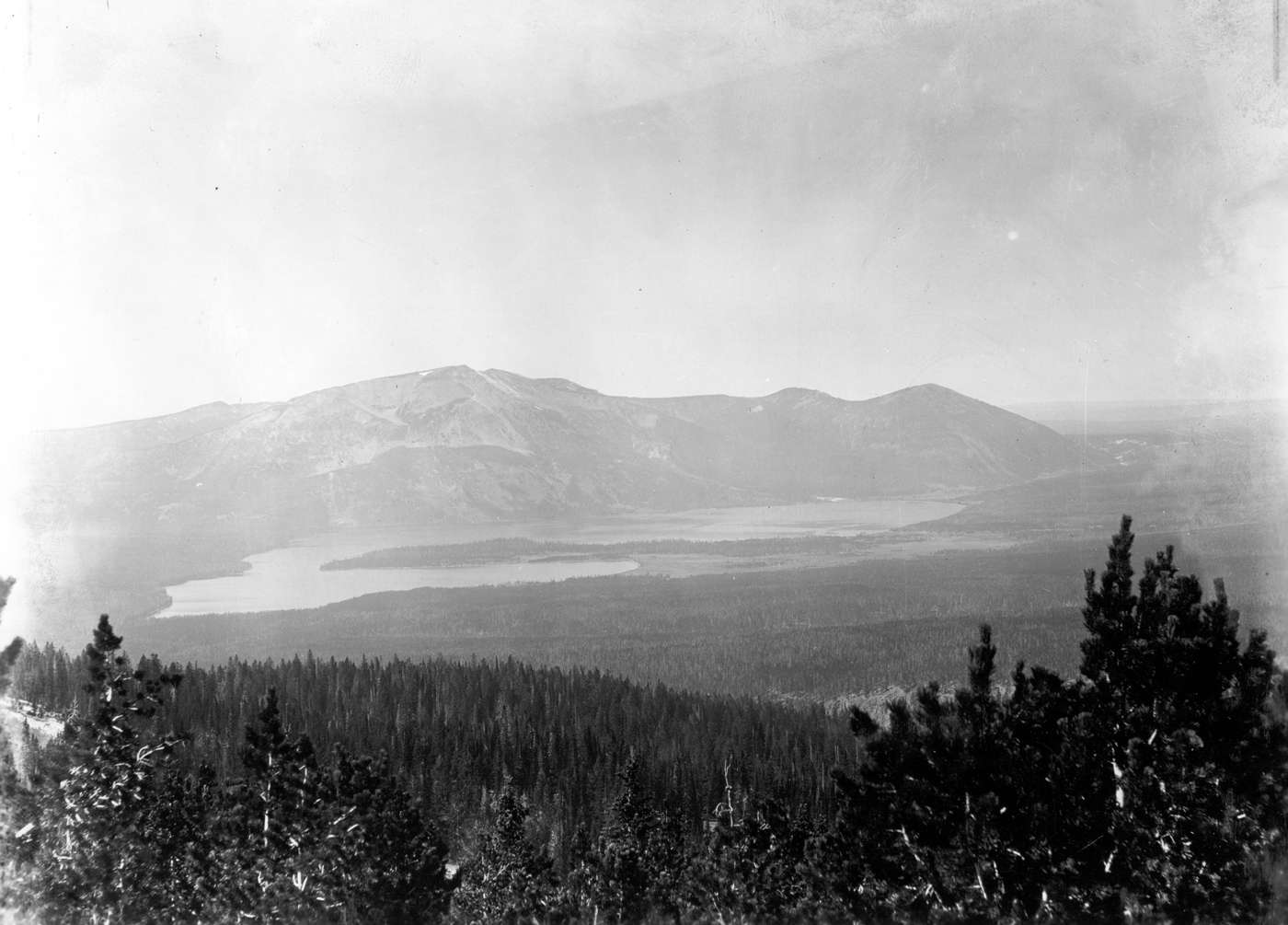
Heart Lake und Mount Sheridan, ca. 1890
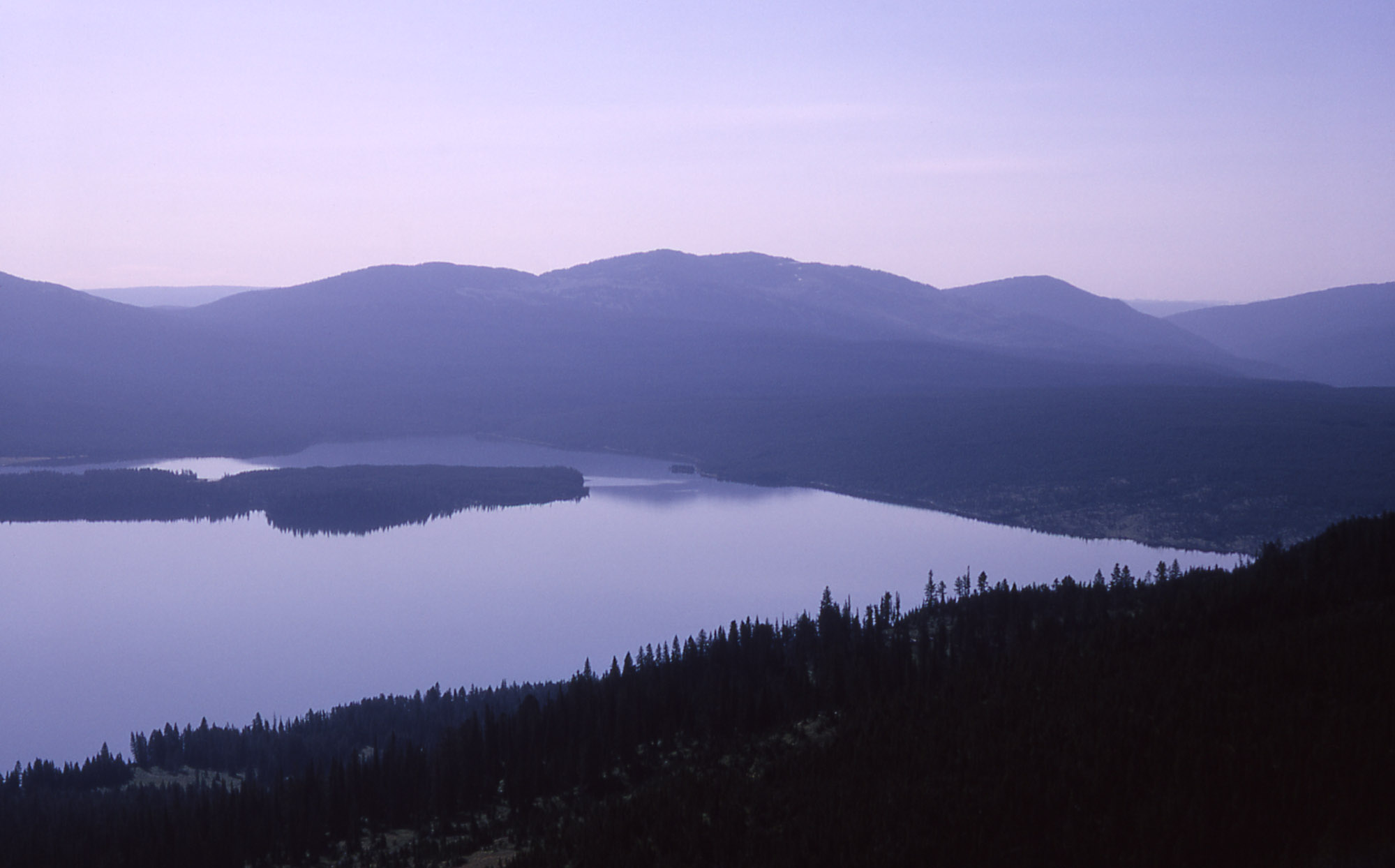
Heart Lake vom Mount Sheridan, 1965
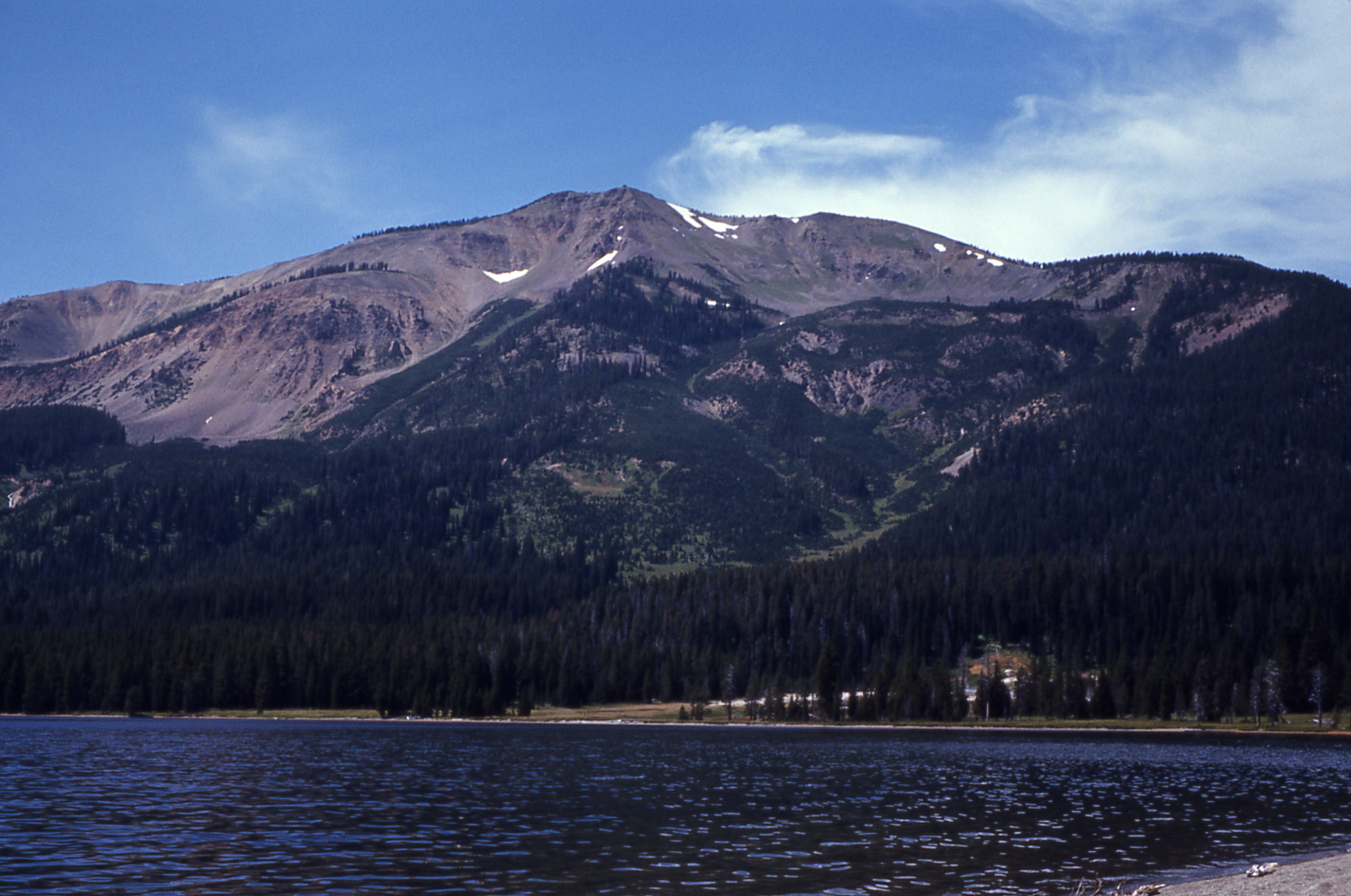
Mount Sheridan vom Heart Lake, 1968
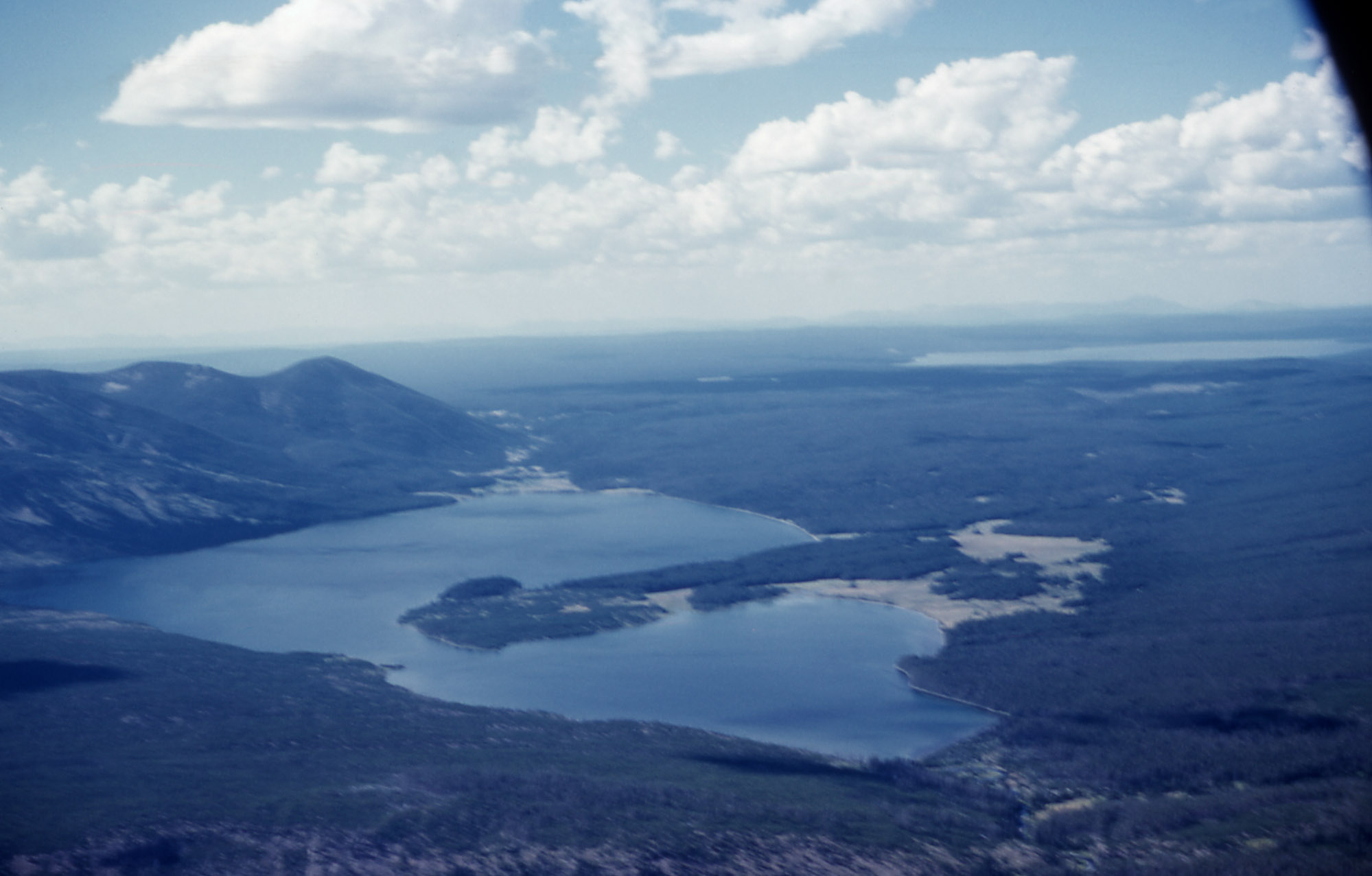
Heart Lake und Heart River

### Heart Lake Geyser Basin

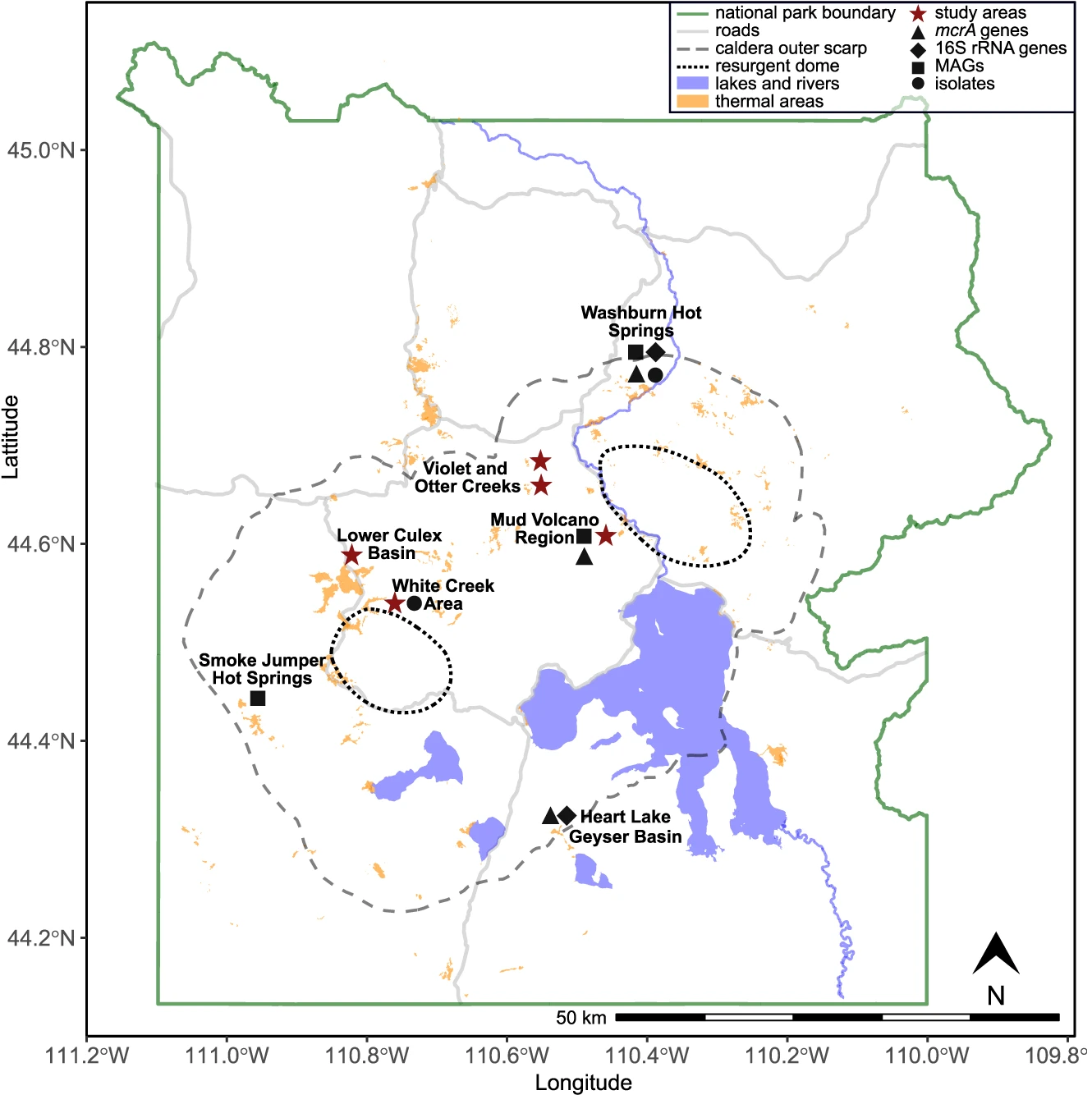
Karte mit Heart Lake Geyser Basin
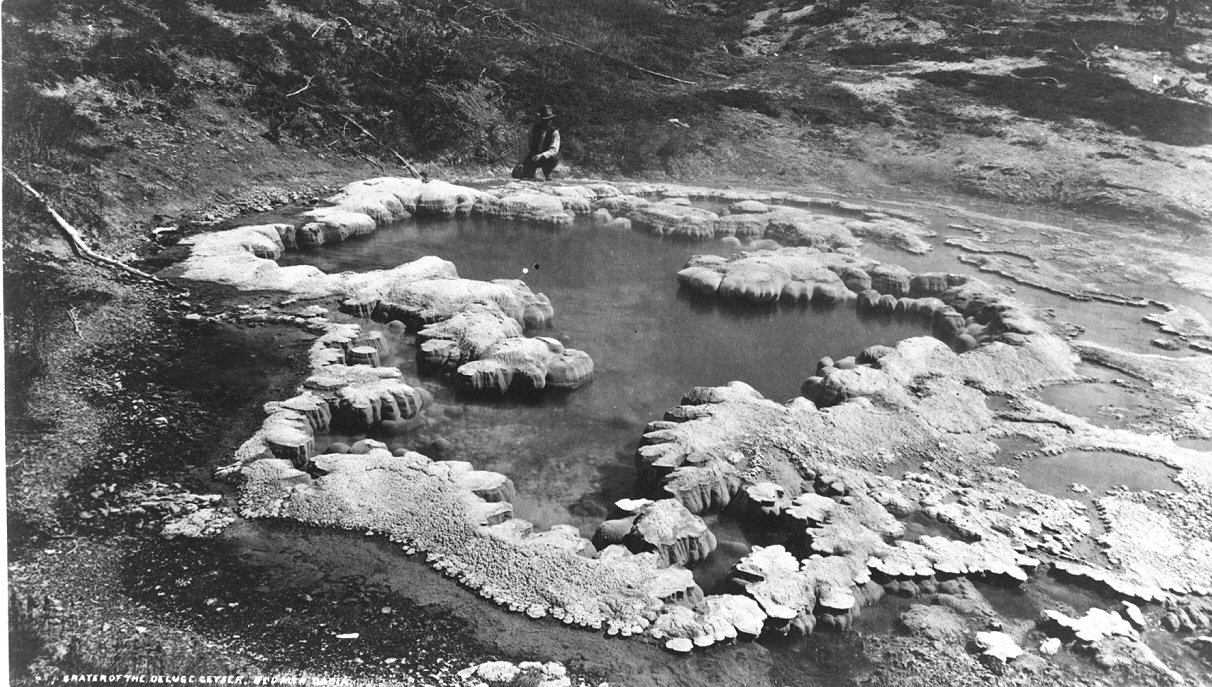
Deluge Geyser, Heart Lake Geyser Basin, 1872 William Henry Jackson
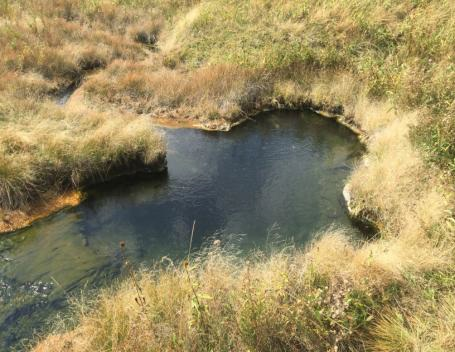
Heart Lake Geyser Basin, Quelle HL9